# Alte Apotheke (Otterberg)
Die Alte Apotheke ist ein unter Denkmalschutz stehendes Gebäude in Otterberg.

## Lage
Das Gebäude mit der Hausnummer 61 befindet sich in der örtlichen Hauptstraße. In unmittelbarer Nachbarschaft neben ihm steht ein ebenfalls denkmalgeschütztes Wohn- und Geschäftshaus sowie im weiteren Umkreis das „Stadthaus“ und das „Blaue Haus“.

## Architektur
Die Alte Apotheke ist ein dreigeschossiger Fachwerkbau mit Satteldach.

## Geschichte
Die Alte Apotheke wurde 1608 durch den Gerber David Gille Anthoine auf den Grundmauern des Zisterzienserklosters errichtet. Wallonische und flandrische Zimmerleute entfalteten ihre Schiffsbaukunst an diesem mutmaßlich ältesten Städtehaus der Pfalz. Im Dachgeschoss befindet sich ein hölzerner Kreuzanker, der die vier Ständer (Ecken) des Hauses zusammenhält.
Nach einem Brand 1634 wurde es restauriert. Besitzer der Apotheke war 1658 Michel Haydweyler. In den nächsten zwei Jahrhunderten wechselten einige Besitzer, die das Gebäude ebenfalls als Apotheke nutzten. Nachdem der letzte Besitzer Buchert das Haus an die Stadt Otterberg verkauft hatte, wurde es noch einmal renoviert.
1982 wurde es im Erdgeschoss als Touristeninformation, im ersten und zweiten Obergeschoss als Bücherei und das dritte Obergeschoss als Lehr- und Gemeinschaftsraum genutzt. 2012 wurde es verkauft und als Restaurant/Bistro genutzt. Im Erdgeschoss befindet sich ein Klosterstübchen mit 30 Sitzplätzen.
Die Alte Apotheke ist vier Jahre älter als das benachbarte Blaue Haus.